# Anschluss

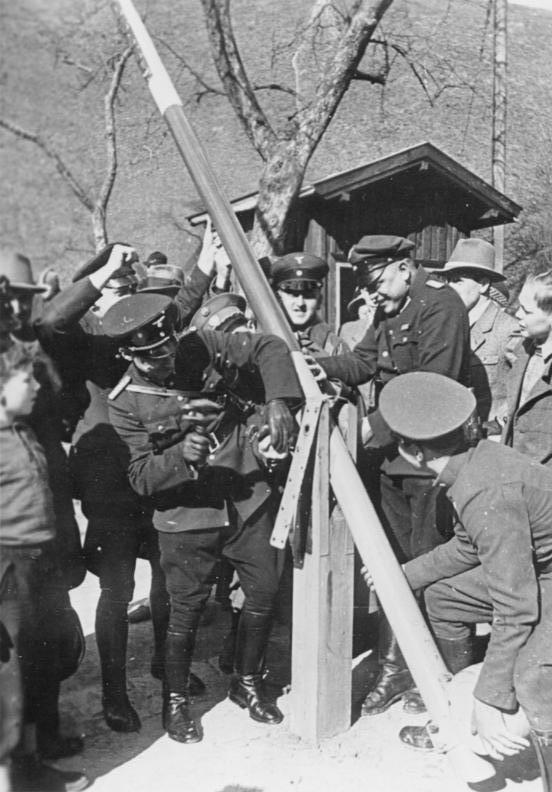
Lính biên phòng Đức và Áo dỡ bỏ một cửa khẩu vào năm 1938.

Anschluss ([ˈʔanʃlʊs] ⓘ, tiếng Đức: Sáp nhập hay Kết nối), còn gọi là Anschluss Österreichs (pronunciationⓘ, tiếng Đức: Sáp nhập Áo) là thuật ngữ tuyên truyền của Đức Quốc xã đề cập đến sự kiện Áo sáp nhập vào quốc gia này trong tháng 3 năm 1938. Trước đợt cải cách chính tả tiếng Đức năm 1996, từ này viết là Anschluß.
Anschluss năm 1938 trái ngược với phong trào Anschluss (Áo và Đức thống nhất làm một để tạo nên "Đại Đức"); nỗ lực ban đầu là khi Cộng hòa Đức-Áo cố gắng hợp nhất với Đức vào năm 1918, tuy nhiên Hòa ước Saint Germain (ký ngày 10 tháng 9 năm 1919) và Hòa ước Versailles (ký ngày 28 tháng 6 năm 1919) đã ngăn cấm cả sự hợp nhất cũng như việc tiếp tục sử dụng tên gọi "Đức-Áo" (Deutschösterreich). Trước đó, hệ quả của chiến tranh Áo-Phổ năm 1866 đã dẫn tới sự tan rã của Liên minh các quốc gia Đức, một liên minh lỏng lẻo gồm có Áo cũng như các nước quân chủ nói tiếng Đức độc lập khác, như Phổ và Bayern.

Đế quốc Đức 1815-1866